# Mary Seymour Howell
Mary Catherine Seymour Howell (1844 — 1913) foi uma líder e ativista pelo sufrágio feminino nos Estados Unidos. É autora do projeto de lei concedendo às mulheres o direito de voto no estado de Nova York, que foi aprovado em 1892.

## Biografia
Maria Seymour Howell nasceu em 1844, sendo filha de Norman Seymour de Mt. Morris, Nova Yorm. Howell estudou em escolas em Mt. Morris antes de terminar o Seminário Genesee Wesleyana em Lima, Nova York. Em 1869, casou-se com George Rogers Howell de Long Island. Ele trabalhava na Biblioteca do Estado de Nova York, sendo o Bibliotecário do Estado, e morreu em 1889, em Albany, onde residiam. Howell morreu em 1913, em sua cidade natal, Mt. Morris, e está enterrada no Cemitério Mt. Morris.

## Carreira como ativista
Howell é mais conhecida por suas habilidades de oratória e as palestras pelo sufrágio que proferiu em todo o país. Na década de 1890, discursou em Kansas e nas Dakotas com sua colega de trabalho, Susan B. Anthony, de Rochester, Nova York. Ela e Anthony também fizeram uma tour pelo Estado de Nova York, em 1894. Ela também foi conferencista nacional para a Women's Christian Temperance Union  (W. C. T. U.).